# Bahnstrecke Mannheim-Rheinau–Ketsch
| |                      |                                  |                                  |
| Streckennummer (DB): | 4022                 |                                  |                                  |
| Kursbuchstrecke (DB): | 300c (1965)          |                                  |                                  |
| Kursbuchstrecke: | 318c (1946)          |                                  |                                  |
| Streckenlänge: | 6,8 km               |                                  |                                  |
| Spurweite: | 1435 mm (Normalspur) |                                  |                                  |
| Maximale Neigung: | 7 ‰                  |                                  |                                  |
| Minimaler Radius: | 300 m                |                                  |                                  |
| |                      |                                  |                                  |
| \| \| \| von Mannheim \| \| \| \| −0,960 \| Mannheim-Rheinau[2] \| Mannheim-Rheinau[2] \| \| \| \| nach Karlsruhe \| \| \| \| 1,860 \| Mannheim-Rheinau Luftschiffwerft \| Mannheim-Rheinau Luftschiffwerft \| \| \| 2,450 \| Brühl (Baden) \| Brühl (Baden) \| \| \| \| OEG-Strecke Schwetzingen–Ketsch \| \| \| \| 5,700 \| Ketsch \| Ketsch \| |                      |                                  |                                  |
| Strecke |                      | von Mannheim                     | von Mannheim                     |
| Bahnhof | −0,960               | Mannheim-Rheinau                 | Mannheim-Rheinau                 |
| Abzweig ehemals geradeaus und nach links |                      | nach Karlsruhe                   | nach Karlsruhe                   |
| Haltepunkt / Haltestelle (Strecke außer Betrieb) | 1,860                | Mannheim-Rheinau Luftschiffwerft | Mannheim-Rheinau Luftschiffwerft |
| Bahnhof (Strecke außer Betrieb) | 2,450                | Brühl (Baden)                    | Brühl (Baden)                    |
| Kreuzung mit U-Bahn geradeaus unten (Strecken außer Betrieb) |                      | OEG-Strecke Schwetzingen–Ketsch  | OEG-Strecke Schwetzingen–Ketsch  |
| Kopfbahnhof Streckenende (Strecke außer Betrieb) | 5,700                | Ketsch                           | Ketsch                           |

Die Bahnstrecke Mannheim-Rheinau–Ketsch war eine Nebenbahn in Baden-Württemberg, die 1966 stillgelegt wurde.

## Geografische Lage
Die Strecke zweigte vom Bahnhof Mannheim-Rheinau in südlicher Richtung von der Bahnstrecke Mannheim–Rastatt ab und band die südlichen Mannheimer Vororte Ketsch und Brühl sowie später auch die Schütte-Lanz-Luftschiffwerke an der Gemarkungsgrenze von Mannheim-Rheinau und Brühl an die Eisenbahn an.

## Geschichte

### Infrastruktur
Die Stichbahn war eingleisig, nicht elektrifiziert und wurde von den Badischen Staatseisenbahnen im nördlichen Teil bis Brühl zum 1. Oktober 1905 auf Grundlage eines badischen Gesetzes vom 30. Juni 1902 eröffnet. Auf der Grundlage eines Gesetzes vom 15. Juli 1910 folgte dann zum 1. Juli 1912 der Abschnitt bis Ketsch.
Den Haltepunkt „Mannheim-Rheinau Luftschiffwerft“ gab es vor dem Ersten Weltkrieg noch nicht. Als die Luftschiff-Produktion 1922 gemäß den Bestimmungen des Versailler Vertrages eingestellt werden musste, verlor die Strecke zunehmend an Bedeutung. Der Haltepunkt „Mannheim-Rheinau Luftschiffwerft“ wurde vorübergehend aufgegeben.

### Betrieb
Die auf der Strecke verkehrenden Personenzüge führten ausschließlich die 3. Klasse, nach der Klassenreform 1954 die (neue) 2. Klasse.
Im letzten Friedensfahrplan vor dem Ersten Weltkrieg verkehrten täglich 12 Zugpaare. Das war auch 1944 noch der Fall. 1955 wurde die Strecke und der inzwischen reaktivierte Haltepunkt „Mannheim-Rheinau Luftschiffwerft“ noch von fünf Zugpaaren bedient, die Verkehrsbedienung fortschreitend auf Omnibusse verlagert. 1965 fuhren täglich noch zwei Zugpaare. Zum 25. September 1966 wurde die Strecke trotz Protesten der Firma Schütte-Lanz und der beiden Gemeinden stillgelegt, die Gleise folgend abgebaut.

## Heutige Situation
Der Ersatz für die Bahnanbindung war die zwischen Mannheim Hbf und Ketsch verkehrende Bahnbuslinie 7001. Sie ist inzwischen Teil der VRN-Linie 710 und wird vom Busverkehr Rhein-Neckar (BRN) betrieben.
An die einstige Bahnstrecke erinnern heute noch die „Bahnhofstraße“ in Brühl und die „Bahnhofsanlage“ in Ketsch sowie das Gebäude der ehemaligen Bahnhofsgaststätte in Brühl. Die Bushaltestelle in Ketsch am ehemaligen Bahnhof trägt noch heute den Namen Ketsch, Bahnhof.
Im Frühjahr 2022 wurde bekannt, dass eine Machbarkeitsstudie in Auftrag gegeben worden sei mit dem Ziel, eine Reaktivierung der Strecke zu prüfen.

## Wissenswert
Der regional bekannte Ausspruch „Ketsch, Brühl, Antwerpen“ geht auf den Verlauf der ehemaligen Nebenbahnstrecke zurück. Antwerpen ist hier eine Verballhornung von „An den Werften“ und bezeichnet den einstigen Haltepunkt bei der Luftschiffwerft.